# Henrik Bjørnstad

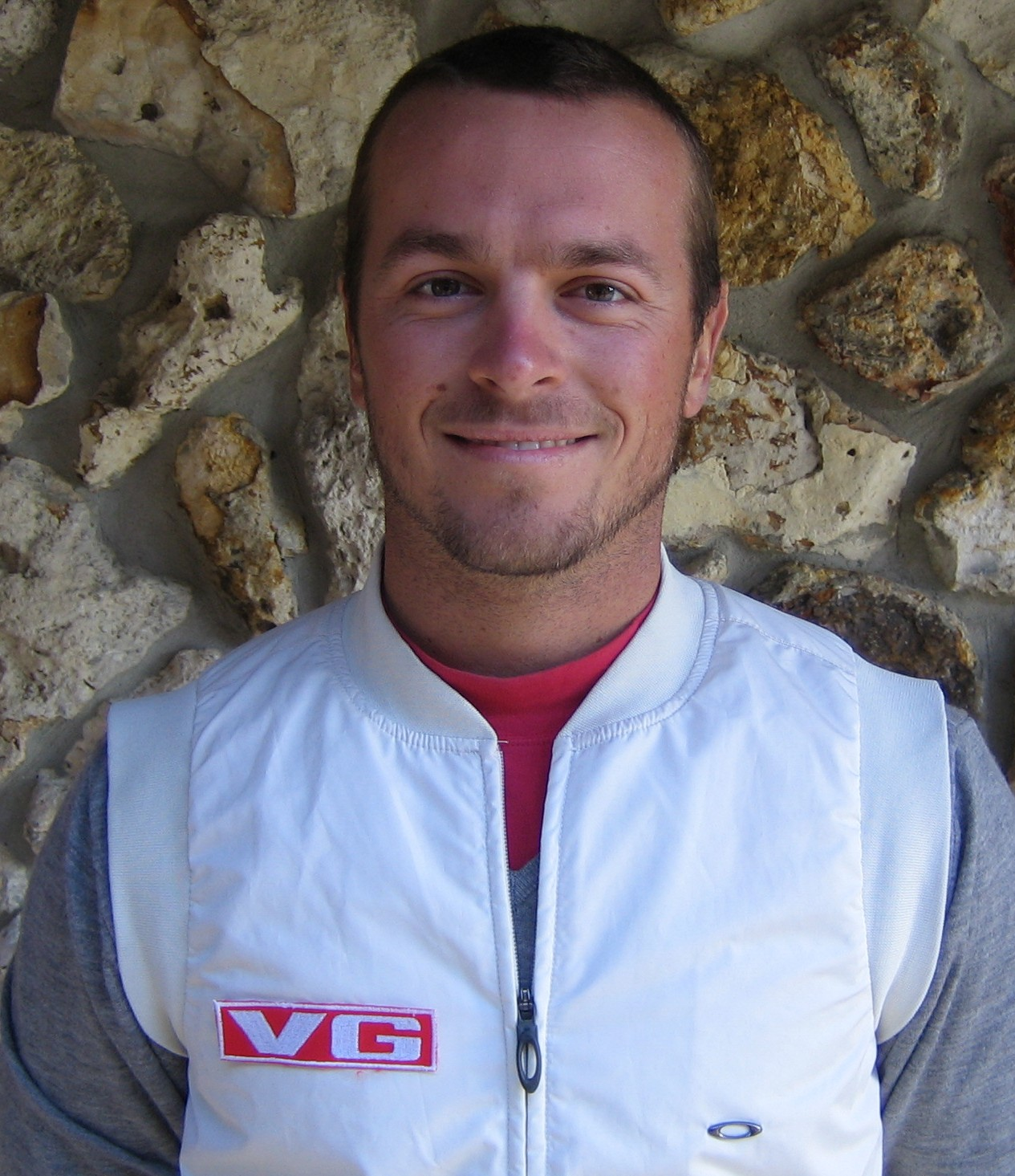
2006

Henrik Bjørnstad (Oslo, 7 mei 1979) is een golfprofessional uit Noorwegen. Hij was de eerste Noor die zich voor de Amerikaanse PGA Tour kwalificeerde.
Als amateur won Bjørnstad in 1996 het Noors Amateur. Hij speelde dat jaar ook de Eisenhower Trophy.

## Professional
Bjørnstad werd in 1997 professional. Hij speelde twee seizoenen op de Europese Challenge Tour en vijf seizoenen op de Europese PGA Tour. 

In 2001 vertegenwoordigde hij zijn land in de World Cup of Golf in Japan.

In 2002 werd hij 2de bij het Hong Kong Open en 3de bij de SAS Masters en eindigde op de 61ste plaats van de Order of Merit.

In 2005 kwalificeerde hij zich via de Tourschool voor de Amerikaanse Tour. Hij verloor zijn kaart aan het einde van het jaar en speelde daarna op de Nationwide Tour. Eind 2009 promoveerde hij vandaar weer naar de PGA Tour. Hij kwam niet bij de top 150 en besloot naar Noorwegen terug te keren.
Eind 2010 stopte Bjørnstad met spelen en in februari 2011 kwam hij weer terug naar Oslo waar hij bondscoach werd bij de Noorse Golf Federatie (NGF). Hij begeleidt de jeugd en de spelers die naar de Olympische Zomerspelen 2012 gaan.
Bjørnstad is getrouwd en heeft twee kinderen.

### Gewonnen
- 1996: Noors Amateur
- 2005: Vestfold Open (P4 Tour), Tourschool (Stage 1)

### Verdiensten
| Jaar | Tour                    | Verdiensten | Klassering |
| ---- | ----------------------- | ----------- | ---------- |
| 1997 | Europese Challenge Tour | £ 5 402     | –          |
| 1998 | Europese Challenge Tour | £ 17 830    | 18         |
| 1999 | Europese PGA Tour       | € 38 489    | 149        |
| 2000 | Europese Challenge Tour | € 11 766    | 65         |
| 2001 | Europese PGA Tour       | € 238 136   | 83         |
| 2002 | Europese PGA Tour       | € 388 581   | 61         |
| 2003 | Europese PGA Tour       | € 175 527   | 111        |
| 2004 | Europese PGA Tour       | € 25 811    | 205        |
| 2005 | Tourschool US PGA Tour  | $ 25 000    | 13         |
| 2006 | Amerikaanse PGA Tour    | $ 491 043   | 152        |
| 2007 | Nationwide Tour         | $ 79 340    | 78         |
| 2008 | Nationwide Tour         | $ 110 388   | 61         |
| 2009 | Nationwide Tour         | $ 218 652   | 18         |
| 2010 | Amerikaanse PGA Tour    | $ 215 913   | 175        |